# Andrew Dabeka
Andrew Robert Dabeka (Ottawa, 25 de octubre de 1978) es un deportista canadiense que compitió en bádminton. Ganó una medalla de plata en los Juegos Panamericanos de 2003, en la prueba individual.

## Palmarés internacional
| Juegos Panamericanos | Juegos Panamericanos            | Juegos Panamericanos | Juegos Panamericanos |
| Año                  | Lugar                           | Medalla              | Prueba               |
| -------------------- | ------------------------------- | -------------------- | -------------------- |
| 2003                 | Santo Domingo (Rep. Dominicana) | Medalla de plata     | Individual           |